# ARA (префикс)
ARA е съкращение (префикс), използван в имената на корабите на Военноморския флот на Аржентина (на испански: Armada de la República Argentina – Военноморски флот на Аржентина). Най-често, в текстовете се оставя без превод (особено, когато трябва да се подчертае националната принадлежност на съда) или се изпуска.
Например:
- „Буенос Айрес“ (на испански: ARA Buenos Aires)
- „Вейнтисинко де Майо“ (на испански: ARA Veinticinco de Mayo (C-2))
- „Ривадавия“ (на испански: ARA Rivadavia (N-1))